# قائمة متاحف الأردن

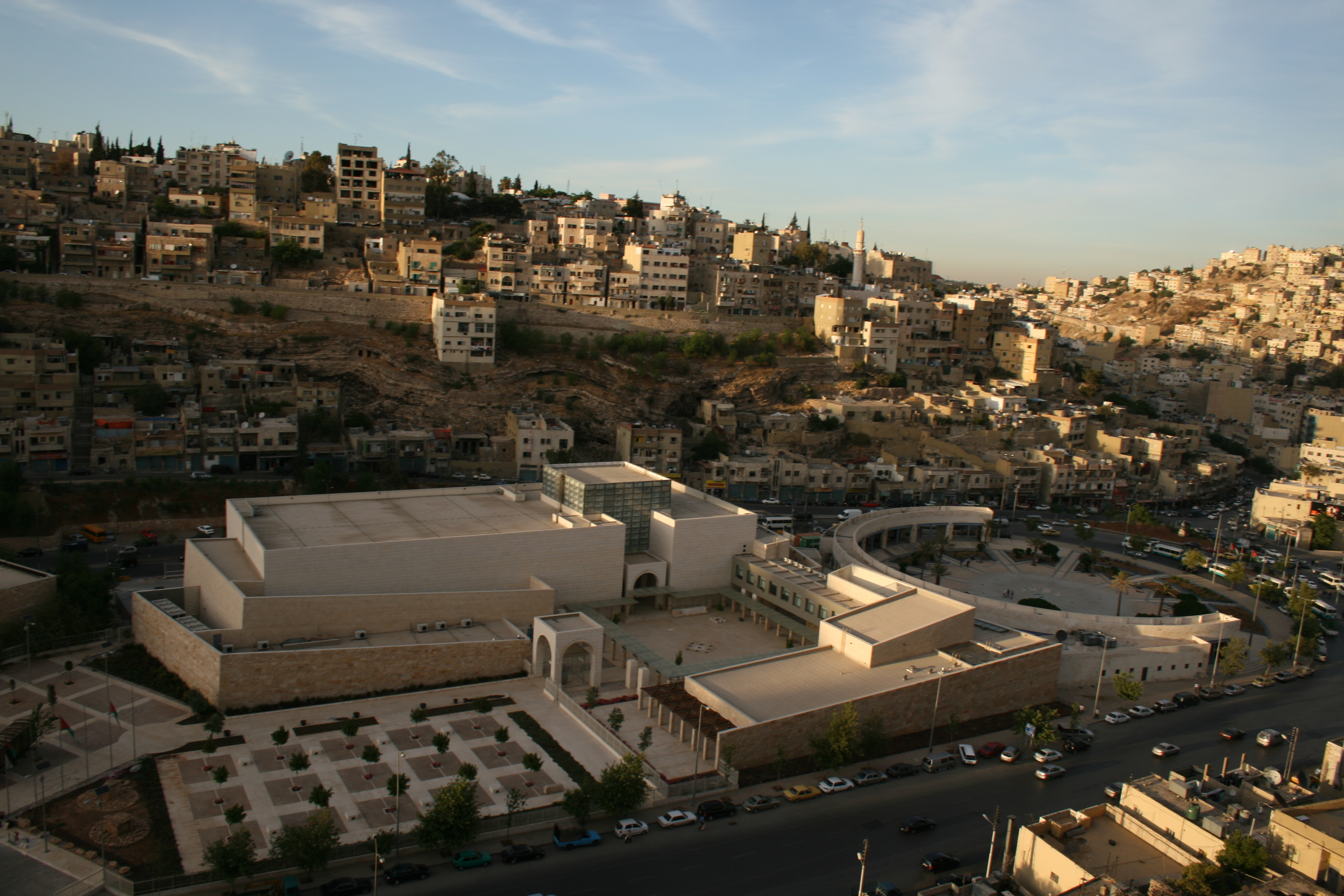
متحف الأردن سنة 2014.

فيما يلي قائمة بالمتاحف في الأردن: 

## القائمة
| المتاحف الأثرية                       | المتاحف الأثرية                  |
| المتحف                                | التأسيس                          |
| ------------------------------------- | -------------------------------- |
| متحف آثار السلط                       | 1983                             |
| متحف آثار إقليم العقبة                | 1990                             |
| متحف آثار عجلون                       | 1993                             |
| متحف آثار مأدبا                       | 1987                             |
| متحف آثار أم قيس                      | 1987                             |
| متحف آثار الكرك                       | 1981                             |
| متحف دار السرايا الأثري               | 1994                             |
| متحف البتراء                          | 1994                             |
| متحف الآثار الأردني                   | 1951                             |
| متحف أخفض بقعة على الأرض              | 2012                             |
| متحف أم الجمال                        |                                  |
| متحف فينان                            |                                  |
| متحف قصر الحلابات                     |                                  |
| متحف المفرق                           |                                  |
| متحف مادبا الشعبي                     |                                  |
| متحف الأردن                           | 2005، أُفتتح عام 2013             |
| متحف آثار إربد                        | 1984                             |
| المتاحف التراثية والشعبية             |                                  |
| متحف التراث الأردني                   | 1988                             |
| متحف الحياة الشعبية                   | 1977                             |
| متحف الحلي والأزياء                   | 1971                             |
| أخرى                                  |                                  |
| متحف البتراء القديم                   | 1963                             |
| متحف البتراء النبطي                   | 1994                             |
| متحف السيارات الملكي                  |                                  |
| متحف الحياة البرية                    |                                  |
| متحف صرح الشهيد                       | أفتتح رسميا في 25 يوليو عام 1977 |
| المتحف الوطني للفنون الجميلة (الأردن) | 1980                             |
| متحف الأطفال (الأردن)                 | 2007                             |
| متحف النبي محمد                       | 15 مايو/أيار 2012                |
| متحف الحياة البرلمانية                | 2014                             |
| متحف الدبابات الملكي                  | 29 كانون الثاني/ يناير 2018      |